# Shania Collins
Shania Collins (* 14. November 1996 in Huntingtown, Maryland) ist eine Liberianisch-US-amerikanische Leichtathletin, die sich auf den Sprint spezialisiert hat.

## Sportliche Laufbahn
Shania Collins wuchs in Maryland auf und studierte von 2014 bis 2018 an der University of Tennessee Communications. 2018 startete sie mit der US-amerikanischen 4-mal-100-Meter-Staffel bei den NACAC-Meisterschaften in Toronto und siegte dort in 42,50 s gemeinsam mit Kiara Parker, Dezerea Bryant und Jenna Prandini. Im Jahr darauf wurde sie bei den IAAF World Relays 2019 in Yokohama mit der 4-mal-200-Meter-Staffel disqualifiziert und anschließend gewann sie bei den Panamerikanischen Spielen in Lima in 43,39 s gemeinsam mit Chanel Brissett, Twanisha Terry und  Lynna Irby die Bronzemedaille hinter den Teams aus Brasilien und Kanada. 2024 startete sie mit der liberianischen 4-mal-100-Meter-Staffel bei den Afrikaspielen in Accra und gewann dort in 44,02 s gemeinsam mit Ebony Morrison, Destiny Smith-Barnett und Maia McCoy die Silbermedaille hinter dem nigerianischen Team.
2019 wurde Collins US-amerikanische Hallenmeisterin im 60-Meter-Lauf.

## Persönliche Bestzeiten
- 100 Meter: 10,92 s (+0,6 m/s), 30. Juli 2022 in Memphis
  - 60 Meter (Halle): 7,16 s, 24. Februar 2019 in New York City
- 200 Meter: 22,45 s (+0,9 m/s), 26. Juni 2022 in Eugene
  - 200 Meter (Halle): 23,14 s, 13. Januar 2018 in Birmingham